# Esteban Martín
Pour les articles homonymes, voir Martín.
Martín  JIménez est un nom espagnol. Le premier nom de famille, en général paternel, est Martín ; le second, en général maternel, souvent omis, est JIménez.
Esteban Martín Jiménez (né le 1er janvier 1937 à Madrid et mort le 25 août 1995 à Ávila) est un coureur cycliste espagnol. Professionnel de 1961 à 1968, il a notamment été champion d'Espagne de la course de côte en 1963 et vainqueur d'étape du Tour d'Espagne 1965.

## Palmarès
- 1961
  - 1re étape du Tour du Portugal (contre-la-montre par équipes)
- 1962
  - GP Cuprosan
  - Tour du Guatemala
  - 3e de la Subida a Arrate
- 1963
  -  Champion d'Espagne de la montagne
  - 1rea étape du Tour du Levant (contre-la-montre par équipes)
  - 3e du Tour du Levant
- 1964
  - 2e étape du Grand Prix du Midi libre
  - 3e du Critérium du Dauphiné libéré
  - 5e du Tour de Romandie
- 1965
  - 11e étape du Tour d'Espagne
- 1966
  - Tour d'Ávila :
    - Classement général
    - 3e étape

  - 2e du Grand Prix de Biscaye
  - 2e du Trofeo Masferrer
  - 3e du Tour des vallées minières

## Résultats sur les grands tours

### Tour de France
4 participations
- 1963 : 32e
- 1964 : 11e
- 1965 : 65e
- 1966 : 22e

### Tour d'Espagne
6 participations
- 1961 : 46e
- 1962 : 43e
- 1963 : 24e
- 1965 : 26e, vainqueur de la 11e étape
- 1966 : abandon (14e étape)
- 1968 : hors délais (9e étape)